# Jesse Jackson
Jesse Louis Jackson, tên thật là Jesse Louis Burns, (* 8 tháng 10 năm 1941, Greenville, Nam Carolina, Hoa Kỳ) là một nhà chính trị người Mỹ, nhà hoạt động nhân quyền và mục sư Báp-tít.

## Tham chiếu
1. ↑  http://www.biography.com/people/jesse-jackson-9351181

## Liên tiếp nội bộ
- Cuộc phỏng vấn với Jesse Jackson về mối quan hệ Nam Phi-Hoa Kỳ
- Jesse Jackson - Giữ hy vọng sống